# TrueNAS
TrueNAS (wcześniej FreeNAS) jest darmowym serwerem NAS (Network-Attached Storage), opartym na projekcie m0n0wall. Posiada interfejs pozwalający na pełne zarządzanie przez sieć WWW. Zajmuje poniżej 32 MB pamięci, można zainstalować go na karcie CompactFlash, twardym dysku lub kluczu USB (pendrive).

## Wspierane protokoły i funkcje
- CIFS (Samba)
- FTP
- NFS
- AFP
- Rsync
- iSCSI
- S.M.A.R.T.
- Programowe macierze RAID (0,1,5)
- SSH
- FTP
- WWW
- UPnP
- iTunes/DAAP
- Dynamiczny DNS
- SNMP
- Unison
- VLAN
- Agregacja łączy
- Obsługa partycji GPT/EFI większych niż 2 terabajty
- Kontrolery sprzętowe RAID (Wspierane przez FreeBSD)
- ZFS
- Szyfrowanie dysku systemem Geli
- Przesyłanie syslogd
- Obsługa urządzeń UPS

## Obsługiwane języki
TrueNAS dostępny jest w wielu wersjach językowych, m.in. angielskiej, polskiej, niemieckiej, włoskiej, hiszpańskiej, chińskiej, rosyjskiej.

## Nagrody
- VMware – „Ultimate Virtual Appliance Challenge, Consumer”[2]
- sourceforge.net – Project of the Month January 2007[3]
- InfoWorld – Best of open source in storage[4]